# Pepito (personaggio)
Pepito è un personaggio immaginario protagonista di una omonima serie a fumetti ideata e realizzata da Luciano Bottaro negli anni cinquanta. In Italia venne pubblicato da vari editori ma divenne molto più noto in Francia dove venne pubblicata una serie regolare, tradotta anche in Germania, Grecia e Spagna.

## Storia editoriale
Il personaggio venne ideato nel 1951 da Luciano Bottaro e sviluppato poi insieme allo sceneggiatore Carlo Chendi. Il personaggio esordì sul mensile Cucciolo delle Edizioni Alpe nel 1952 e poi comparve su altre testate dello stesso editore fino al 1955 quando gli venne dedicata una testata omonima pubblicata fino al 1956; dopo la chiusura le storie del personaggio proseguirono dal 1957 sul quindicinale Tiramolla.
Negli anni settanta la Editrice Cenisio riprenderà il personaggio pubblicandone le storie in alcuni volumi unici e in una collana omonima di breve durata oltre che in altre testate come personaggio ospite come Rin Tin Tin e Whisky & Gogo; negli anni ottanta venne rilanciato in una serie tascabile dalla casa editrice di Renato Bianconi e compare anche in altre testate come il settimanale Più della Editoriale Domus, 1987). Il personaggio comparve anche sulla rivista Il Giornalino dove venne pubblicata l'ultima serie di storie.
Il successo in Italia non fu paragonabile a quello che ottenne in Francia, dove gli autori, in collaborazione con altri come Franco Aloisi e Guido Scala, realizzeranno una serie regolare che riscosse un certo successo; una prima serie venne pubblicata da Sagédition dal 1954 al 1965; seguirono poi altre due di durata inferiore, dal 1965 al 1966 e una terza dal 1973 al 1976; contemporaneamente alla terza venne edito anche Pépito Magazine, pubblicato dal 1973 al 1981.
In Francia sono stati pubblicati dalla Cornélius due volumi, nel 2012 e nel 2017, che raccolgono una decina di storie realizzate dal 1958 al 1969.

## Personaggio
Il protagonista della serie è un pirata a capo di una sgangherata ciurma a bordo della sua nave, la Cetriolitas, in lotta spesso contro Hernandez de la Banane, governatore spagnolo suo avversario ricorrente, è affiancato da comprimari come il marinaio Ventoinpoppa e il vecchio saggio Uncino.